# Quinter
Quinter ist eine Stadt im Gove County im US-Bundesstaat Kansas in den Vereinigten Staaten. Das U.S. Census Bureau hat bei der Volkszählung 2020 eine Einwohnerzahl von 929 ermittelt. Der Ort liegt im Nordwesten von Gove County und hat eine Fläche von 2,5 km² ohne nennenswerte Wasserfläche.

## Demografische Daten
Nach der Volkszählung im Jahr 2000 lebten hier 961 Menschen in 393 Haushalten und 257 Familien. Die Bevölkerungsdichte betrug 378,6 Einwohner pro km². Ethnisch betrachtet setzte sich die Bevölkerung zusammen aus 97,40 % weißer Bevölkerung, 0,10 % Afroamerikanern, 0,31 % Asiaten und 0,94 % aus anderen ethnischen Gruppen. 1,25 % stammten von zwei oder mehr Rassen ab. 1,25 % der Bevölkerung waren spanischer oder lateinamerikanischer Abstammung.
Auf das gesamte Dorf bezogen setzte sich die Bevölkerung zusammen aus 24,8 % Einwohnern unter 18 Jahren, 4,5 % zwischen 18 und 24 Jahren, 19,0 % zwischen 25 und 44 Jahren, 20,2 % zwischen 45 und 64 Jahren und 31,5 % waren 65 Jahre alt oder darüber. Das Durchschnittsalter betrug 46 Jahre. Auf 100 weibliche Personen kamen 81,3 männliche Personen. Auf 100 Frauen im Alter von 18 Jahren oder darüber kamen statistisch 74,6 Männer.
Von den 393 Haushalten hatten 28,2 % Kinder und Jugendliche unter 18 Jahren, die bei ihnen lebten. 61,1 % waren verheiratete, zusammenlebende Paare, 3,3 % waren allein erziehende Mütter, 34,4 % waren keine Familien, 33,8 % bestanden aus Singlehaushalten und in 22,6 % lebten Menschen im Alter von 65 Jahren oder darüber. Die Durchschnittshaushaltsgröße betrug 2,31 und die durchschnittliche Familiengröße lag bei 2,97 Personen.
Das jährliche Durchschnittseinkommen eines Haushalts betrug 32.098 USD, das Durchschnittseinkommen der Familien betrug 41.111 USD. Männer hatten ein Durchschnittseinkommen von 25.313 USD, Frauen 17.292 USD. Das Prokopfeinkommen betrug 15.588 USD. 5,4 % der Familien und 7,6 % der Bevölkerung lebten unterhalb der Armutsgrenze. Davon waren 9,8 % Kinder oder Jugendliche unter 18 Jahre und 6,4 % waren Menschen über 65 Jahre.

## Persönlichkeiten
- Tracey Mann (* 1976), Politiker
- Maggie McIntosh (* 1947), Politikerin